# Оравский этнографический парк

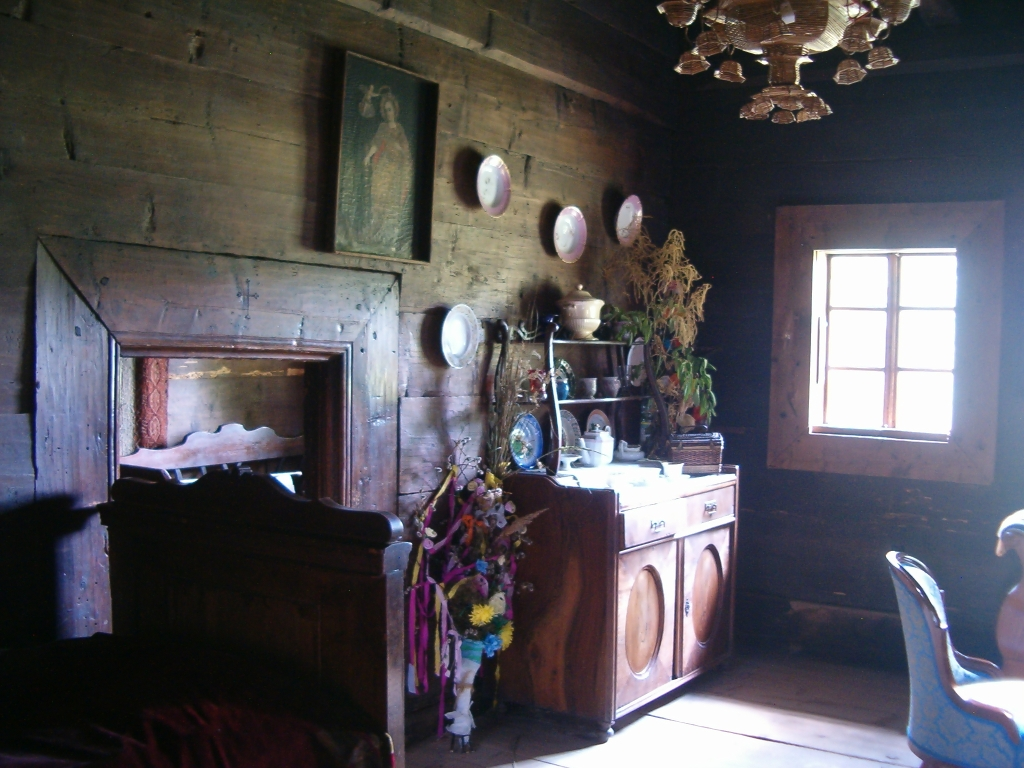
Внутренний интерьер усадьбы Моняков

Оравский этнографический парк (пол. Orawski Park Etnograficzny) — музей под открытым небом, находящийся в селе Зубжица-Гурна Новотаргского повята Малопольского воеводства, Польша. Зарегистрирован в Государственном реестре музеев. В музее представлены деревянное зодчество, предметы материальной, культурной и религиозной жизни пастухов-валахов, пришедших в современный польский регион Горная Орава с южного направления с территории Восточных Карпат и польских колонистов, прибывших сюда из Малой Польши. Музей входит в туристический маршрут «Путь деревянной архитектуры» Малопольского воеводства.

## История
Музей постепенно создавался на базе местного сельского музея с 1937 года и был открыт в 1955 году. Первым директором музея была польский этнолог из Львова Ванда Мария Ёстова.

## Экспозиция
На территории музея находятся различные архитектурные здания, представляющие деревянное зодчество местных жителей:
- Лямус — двухэтажное здание XVIII века, окружённое открытой верандой;
- Чёрная корчма — здание XVIII века;
- Хата Алоиза Дзюбки из Яблонки — крестьянское жилище первой половины XIX века;
- Пасека с характерными для Оравы ульями;
- Усадьба Моняков — здание солтыса XVII века;
- Крестьянский двор с овчарней, маслодавильней и хлевом;
- Хата Пась-Филипка — характерное для Оравы крестьянское жилище XIX века;
- Хата Дзюрчака — жилище конца XIX века;
- Фолюш — мастерская для изготовления сукна;
- Тартак — лесопилка;
- Кузница
- Хата бедняка Мождженя — характерное для бедного крестьянства жилище конца XIX века.